# Stille
Stille is het vijfde studioalbum van het Duitse muziekduo Lacrimosa, verschenen in 1997.

## Geschiedenis
Het album piekte op nummer 64 in de Duitse hitparade.

## Tracklist
1. Der erste Tag - 10:11
2. Not every pain hurts - 05:20
3. Siehst du mich im Licht? - 08:19
4. Deine Nähe - 11:02
5. Stolzes Herz - 08:47
6. Mein zweites Herz - 06:53
7. Make it end - 06:06
8. Die Strasse der Zeit - 14:42
9. Ich bin der Brennende Komet (bonusnummer) - 07:01